# 第45回全国社会人サッカー選手権大会
第45回全国社会人サッカー選手権大会（だい45かいぜんこくしゃかいじんサッカーせんしゅけんたいかい）は、2009年10月16日から10月21日まで千葉県市原市で開かれた全国社会人サッカー選手権大会である。本大会は第65回国民体育大会のリハーサル大会も兼ねていた。

## 概要
本大会出場は下記により選出された32チーム
- 9地域から各1チーム
- 前年度（20年度）各地域の全社連登録数の比率で22チームを配分。
- 開催都道府県を代表する1チーム

優勝、及び準優勝チームには第33回全国地域サッカーリーグ決勝大会への出場権が与えられる。

## 会場
- 市原緑地運動公園臨海競技場
- 姉崎公園サッカー場
- 八幡公園八幡球技場(人工芝)
- 市津運動広場多目的広場
- 市原スポレクパークAグラウンド
- 市原スポレクパークCグラウンド
- 市原スポレクパークDグラウンド(人工芝)

## 出場チーム
北海道社会人サッカー連盟  3 チーム
- 札大GP（北海道）
- トヨタ自動車北海道（北海道）
- とかちフェアスカイ・ジェネシス（道東）

東北社会人サッカー連盟  1 チーム
- 福島ユナイテッドFC（東北1部）

関東社会人サッカー連盟  6 チーム
- クラブドラゴンズ（関東1部）
- 日立栃木ウーヴァ（関東1部）
- Y.S.C.C.（関東1部）
- 海自厚木マーカス（関東1部）
- FC KOREA（関東2部）
- Tonan前橋（関東2部）

北信越社会人サッカー連盟  3 チーム
- AC長野パルセイロ（北信越1部）
- 松本山雅FC（北信越1部）
- ツエーゲン金沢（北信越1部）

東海社会人サッカー連盟  4 チーム
- 浜松大学FC（東海1部）
- 静岡FC（東海1部）
- FC鈴鹿ランポーレ（東海2部）
- FC岐阜SECOND（岐阜1部）

関西社会人サッカー連盟  5 チーム
- 三洋電機洲本（関西1部）
- アイン食品（関西1部）
- バンディオンセ加古川（関西1部）
- BIWAKO S.C.HIRA（関西1部）
- AS.Laranja Kyoto （関西1部）

中国社会人サッカー連盟  3 チーム
- 佐川急便中国（中国）
- レノファ山口（中国）
- 吉備国際工華（岡山1部）

四国社会人サッカー連盟  2 チーム
- カマタマーレ讃岐（四国）
- 南国高知FC（四国）

九州社会人サッカー連盟  4 チーム
- 沖縄かりゆしFC（九州）
- 九州INAX（九州）
- ヴォルカ鹿児島（九州）
- 新日鐵大分（九州）

開催都市（千葉）
- 小山田FC（千葉1部）

## 試合スケジュール

### 1回戦
| 2009年10月17日 |

| AC長野パルセイロ                                      | 4 - 0 | クラブドラゴンズ |
| 佐藤大典 39分, 47分 · 土橋宏由樹 70分 · 大島嵩弘 76分 |       |                  |

| 市原スポレクパークAグランド |

| 2009年10月17日 |

| 浜松大学FC | 0 - 6 | 沖縄かりゆしFC                                                                   |
|            |       | 浅野大地 1分 · 堀内省吾 11分 · 木島徹也 25分, 45分 · 関隆倫 43分 · 島袋貴男 74分 |

| 市原スポレクパークAグランド |

| 2009年10月17日 |

| とかちフェアスカイ・ジェネシス | 0 - 4 | FC KOREA                              |
|                                |       | 金希大 10分, 43分, 79分 · 金載東 30分 |

| 姉崎公園サッカー場 |

| 2009年10月17日 |

| 九州INAX                     | 2 - 0 | 佐川急便中国 |
| 河野義人 7分 · 森田哲平 41分 |       |              |

| 姉崎公園サッカー場 |

| 2009年10月17日 |

| 日立栃木ウーヴァSC                                             | 4 - 0 | 南国高知FC |
| 石川裕之 9分 · 高橋駿太 31分 · 三輪宏真 33分 · 五十嵐朋弥 77分 |       |            |

| 市津運動広場多目的広場 |

| 2009年10月17日 |

| 三洋電機洲本                                | 3 - 1 | トヨタ自動車北海道 |
| 井上裕介 30分 · 稲垣侑也 33分 · 沈大紀 76分 |       | オウンゴール 65分  |

| 市津運動広場多目的広場 |

| 2009年10月17日 |

| アイン食品          | 2 - 3 | FC岐阜SECOND                              |
| 坂本勇一 43分, 50分 |       | 片山朗 26分 · 松江克樹 72分 · 角拓哉 79分 |

| 市原緑地運動公園臨海競技場 |

| 2009年10月17日 |

| 小山田FC | 0 - 4 | 松本山雅FC                                        |
|          |       | 栗山裕貴 13分, 79分 · 山崎透 64分 · 小澤修一 77分 |

| 市原緑地運動公園臨海競技場 |

| 2009年10月17日 |

| ヴォルカ鹿児島 | 1 - 2 | レノファ山口                  |
| 宇都孝弘 38分  |       | 柏原渉 18分 · 吉田健次郎 73分 |

| 八幡公園八幡球技場(人工芝) |

| 2009年10月17日 |

| カマタマーレ讃岐 | 1 - 0 | バンディオンセ加古川 |
| 神崎亮佑 55分    |       |                      |

| 八幡公園八幡球技場(人工芝) |

| 2009年10月17日 |

| 海自厚木マーカス | 1 - 4 | ツエーゲン金沢                         |
| 須田浩章 79分    |       | 広庭輝 7分, 42分 · クリゾン 13分, 53分 |

| 八幡公園八幡球技場(人工芝) |

| 2009年10月17日 |

| 吉備国際工華 | 0 - 2 | 札大GP                     |
|              |       | 西村啓 9分 · 藤澤迪弥 27分 |

| 市原スポレクパークCグラウンド |

| 2009年10月17日 |

| FC鈴鹿ランポーレ | 0 - 2 | 新日鐵大分                  |
|                  |       | 三原隼人 13分 · 安藤繁 78分 |

| 市原スポレクパークCグラウンド |

| 2009年10月17日 |

| BIWAKO S.C.HIRA | 1 - 3 | Tonan前橋                           |
| 増田勝行 70分   |       | 松永康司 34分, 36分 · 氏家英行 54分 |

| 市原スポレクパークDグラウンド(人工芝) |

| 2009年10月17日 |

| Y.S.C.C.                                             | 4 - 3 | AS.Laranja Kyoto                    |
| 福井和基 2分, 46分 · 鈴鹿源太郎 20分 · 伊吹丈児 66分 |       | 竹中康雄 24分, 70分 · 中尾真那 79分 |

| 市原スポレクパークDグラウンド(人工芝) |

| 2009年10月17日 |

| 静岡FC        | 1 - 2 | 福島ユナイテッドFC            |
| 納屋伊織 77分 |       | 村瀬和隆 45分 · 間下浩延 51分 |

| 市原スポレクパークDグラウンド(人工芝) |

### 2回戦
| 2009年10月18日 |

| AC長野パルセイロ              | 2 - 0 | 沖縄かりゆしFC |
| 高野耕平 15分 · 籾谷真弘 37分 |       |                |

| 市原スポレクパークCグラウンド |

| 2009年10月18日 |

| FC KOREA | 0 - 3 | 九州INAX                  |
|          |       | 池田憲彦 32分, 53分, 56分 |

| 市原スポレクパークCグラウンド |

| 2009年10月18日 |

| 日立栃木ウーヴァSC | 1 - 0 | 三洋電機洲本 |
| 栗原英明 59分      |       |              |

| 市原スポレクパークAグラウンド |

| 2009年10月18日 |

| FC岐阜SECOND  | 1 - 2 | 松本山雅FC                    |
| 松江克樹 41分 |       | 小林陽介 19分 · 木村勝太 85分 |

| 市原スポレクパークAグラウンド |

| 2009年10月18日 |

| レノファ山口 | 0 - 2 | カマタマーレ讃岐            |
|              |       | 佐藤亨 26分 · 森田栄治 64分 |

| 姉崎公園サッカー場 |

| 2009年10月18日 |

| ツエーゲン金沢 | 1 - 0 | 札大GP |
| 古部健太 83分  |       |        |

| 姉崎公園サッカー場 |

| 2009年10月18日 |

| 新日鐵大分    | 1 - 1 6 PK 7 | Tonan前橋   |
| 清武勇太 24分 |              | 黄圭煥 20分 |

| 市原緑地運動公園臨海競技場 |

| 2009年10月18日 |

| Y.S.C.C.      | 1 - 0 | 福島ユナイテッドFC |
| 森戸壮介 37分 |       |                    |

| 市原緑地運動公園臨海競技場 |

### 準々決勝
| 2009年10月19日 |

| AC長野パルセイロ | 1 - 0 | 九州INAX |
| 要田勇一 24分    |       |          |

| 市原スポレクパークAグラウンド |

| 2009年10月19日 |

| 日立栃木ウーヴァSC | 1 - 1 3 PK 5 | 松本山雅FC  |
| 前田和也 31分      |              | 山崎透 78分 |

| 市原スポレクパークAグラウンド |

| 2009年10月19日 |

| カマタマーレ讃岐 | 1 - 2 | ツエーゲン金沢                |
| 森田栄治 59分    |       | 込山和樹 42分 · 諸江健太 73分 |

| 市原スポレクパークCグラウンド |

| 2009年10月19日 |

| Tonan前橋     | 1 - 0 | Y.S.C.C. |
| 山田智也 65分 |       |          |

| 市原スポレクパークCグラウンド |

### 準決勝
| 2009年10月20日 |

| AC長野パルセイロ | 1 - 3 | 松本山雅FC                                   |
| 野澤健一 39分    |       | 柿本倫明 1分 · 小林陽介 23分 · 木村勝太 51分 |

| 市原緑地運動公園臨海競技場 |

| 2009年10月20日 |

| ツエーゲン金沢                                      | 4 - 1 | Tonan前橋     |
| 諸江健太 38分, 43分 · 古部健太 48分 · 秋田政輝 79分 |       | 山田智也 55分 |

| 市原緑地運動公園臨海競技場 |

### 3位決定戦
| 2009年10月21日 |

| AC長野パルセイロ | 1 - 2 延長 | Tonan前橋                     |
| 藤田信 58分      |            | 関根秀輝 79分 · 間島公和 80分 |

| 市原緑地運動公園臨海競技場 |

### 決勝戦
| 2009年10月21日 |

| 松本山雅FC                    | 2 - 1 | ツエーゲン金沢 |
| 今井昌太 26分 · 新中剛史 65分 |       | 諸江健太 58分  |

| 市原緑地運動公園臨海競技場 |